# Termes hispaniolae
Termes hispaniolae är en termitart som först beskrevs av Banks 1918.  Termes hispaniolae ingår i släktet Termes och familjen Termitidae. Inga underarter finns listade i Catalogue of Life.